# Resolução 168 do Conselho de Segurança das Nações Unidas
Resolução 168 do Conselho de Segurança das Nações Unidas, foi aprovada em 3 de novembro de 1961, após a morte de Dag Hammarskjöld durante seu mandato de Secretário-Geral ainda precisava ser preenchido, o Conselho recomendou que o diplomata birmanês U Thant a ser nomeado como Secretário-Geral em exercício.
Foi aprovada por unanimidade.